# Чемпионат Беларуси по футболу среди женщин 2024
Чемпионат Белоруссии по футболу среди женщин 2024 — 33-й розыгрыш женского чемпионата Белоруссии. В турнире, проходившем в три круга, приняли участие одиннадцать команд.
«Динамо-БГУФК» одержало 5-е подряд чемпионство, обыграв в «золотом» матче ЖФК «Минск».

## Клубы-участники
Как и год назад, в турнире приняли участие 11 команд, одной из которых стала женская сборная страны до 19 лет («АБФФ WU-19»).

## Турнирная таблица
| Поз | Команда            | И  | В  | Н | П  | МЗ  | МП  | РМ   | О  | Квалификация или выбывание                           |
| --- | ------------------ | -- | -- | - | -- | --- | --- | ---- | -- | ---------------------------------------------------- |
| 1   | Динамо-БГУФК       | 30 | 27 | 2 | 1  | 205 | 11  | +194 | 83 | «Золотой» матч, 1-й кв. раунд Лиги чемпионов 2024/25 |
| 2   | Минск              | 30 | 27 | 2 | 1  | 193 | 6   | +187 | 83 | «Золотой» матч, 1-й кв. раунд Лиги чемпионов 2024/25 |
| 3   | Зорка-БДУ          | 30 | 23 | 2 | 5  | 156 | 18  | +138 | 71 |                                                      |
| 4   | Витебск            | 30 | 17 | 2 | 11 | 100 | 41  | +59  | 53 |                                                      |
| 5   | Белоруссия (до 19) | 30 | 16 | 4 | 10 | 104 | 43  | +61  | 52 |                                                      |
| 6   | Днепр-Могилёв      | 30 | 15 | 2 | 13 | 107 | 61  | +46  | 47 |                                                      |
| 7   | Динамо-Брест       | 30 | 12 | 1 | 17 | 67  | 58  | +9   | 37 |                                                      |
| 8   | Бобруйчанка        | 30 | 9  | 3 | 18 | 43  | 101 | −58  | 30 |                                                      |
| 9   | Гомель             | 30 | 5  | 1 | 24 | 16  | 169 | −153 | 16 |                                                      |
| 10  | ДЮСШ ПолесГУ       | 30 | 3  | 0 | 27 | 16  | 244 | −228 | 9  |                                                      |
| 11  | Сморгонь           | 30 | 1  | 1 | 28 | 7   | 262 | −255 | 4  |                                                      |

13.3. Команда, набравшая большее количество очков, располагается в текущей и итоговой турнирной таблице выше команды, набравшей меньшее количество очков.
13.4. В случае равенства очков у двух или более команд места команд в турнирной таблице чемпионата определяются:
− по результатам игр между собой (число очков, разность забитых и пропущенных мячей, число забитых мячей);
− по большему числу побед во всех матчах чемпионата;
− по лучшей разности забитых и пропущенных мячей во всех матчах чемпионата;
− по большему числу забитых мячей во всех матчах чемпионата.
13.5. При определении первого места при равенстве очков у двух и более команд высшей лиги назначается дополнительный матч или турнир в один круг между этими командами.

Время, место и условия проведения этого матча (турнира) определяются решением бюро Исполкома АБФФ на основании предложений ДПС.

Для остальных команд при абсолютном равенстве всех указанных показателей места в итоговой турнирной таблице определяются жребием.

Время, место и порядок проведения жребия определяет ДПС.

## «Золотой» матч
Так как «Динамо-БГУФК» и «Минск» по итогам регулярного сезона набрали равное количество очков (по 83), то в соответствии с Регламентом чемпион определялся в «золотом» матче.
Обыграв своих соперниц в «золотом» матче, прошедшем на стадионе ФК «Минск», со счётом 2:0, 5-й раз подряд чемпионский титул завоевали представительницы «Динамо-БГУФК».
| Минск | 0:2     | Динамо-БГУФК                |
| ----- | ------- | --------------------------- |
|       | (отчёт) | - Магер 65′ - Пилипенко 76′ |

## Статистика

### Бомбардиры
| Место | Игрок               | Клуб          | Голы |
| ----- | ------------------- | ------------- | ---- |
| 1     | Екатерина Фролова   | Зорка-БДУ     | 41   |
| 2     | Каролина Житко      | Днепр-Могилёв | 35   |
| 3     | Алина Хорощак       | Динамо-БГУФК  | 34   |
| 4     | Ниника              | Минск         | 23   |
| 5     | Анастасия Шуппо     | Динамо-БГУФК  | 22   |
| 5     | Екатерина Янчиленко | Витебск       | 22   |
| 5     | Яна Артишевская     | Динамо-БГУФК  | 22   |